# Kocuria
Kocuria es un género de bacterias que fue llamado así en honor al microbiólogo eslovaco Miroslav Kocur, quien se dedicó al estudio de los cocos Gram positivos. Las bacterias pertenecientes a este género son comensales de la piel humana, mucosas, cavidades orales y del canal auditivo externo. Son bacterias Gram positivas no encapsuladas, sin motilidad y no forman esporas. Son catalasa postitiva, coagulasa negativa y Voges-Proskrauer negativas. Son quimioorganotrofas y aerobias estrictas, aunque existen cepas anaerobias facultativas, como K. marina. La mayoría de las especies crecen a 20-37 °C, pero especies como Kocuria aegyptia y Kocuria marina pueden crecer a 40 °C. Además, K. polaris y K. marina son capaces de crecer a 5 °C. Una característica que las distingue del género Micrococcus es que pueden metabolizar carbohidratos y generar ácidos como producto. Las bacterias de este género pueden habitar distintos ambientes.

## Hábitat
Las especies de Kocuria forman parte de la microbiota de mamíferos, principalmente de la piel y orofaringe, aunque pueden habitar otros ambientes, por ejemplo, K. marina ha sido aislada de sedimento marino, K. aegyptia se aisló de suelo desértico y K. palustris de filosfera. Algunas bacterias de este género han sido aisladas de alimentos fermentados, K. koreensis y K. atrinae fueron aisladas de jeotgal y K. salcisia de sikhae (alimento fermentado de granos y pescado). K. flava y K. turfanensis son microorganismos aéreos que se han encontrado en Xinjiang, China.

## Patogenia
Esta especie es comensal no patógeno en el humano, sin embargo pueden ser oportunistas y afectar a pacientes inmunocomprometidos, algunas especies como K. rosea y K. kristinae han sido reportadas en infecciones relacionadas con bacteremias.